# Gilles Cazabon
Gilles Cazabon OMI (* 5. April 1933 in Sault Ste. Marie) ist ein kanadischer Ordensgeistlicher und emeritierter römisch-katholischer Bischof von Saint-Jérôme.

## Leben
Gilles Cazabon trat der Ordensgemeinschaft der Oblaten (OMI) bei und empfing am 11. Juni 1960 die Priesterweihe.
Papst Johannes Paul II. ernannte ihn am 13. März 1992 zum Bischof von Timmins. Die Bischofsweihe spendete ihm der Erzbischof von Ottawa, Marcel André J. Gervais, am 29. Juni desselben Jahres; Mitkonsekratoren waren Jacques Landriault, emeritierter Bischof von Timmins, und Henri Goudreault OMI, Bischof von Labrador City-Schefferville.
Am 27. Dezember 1997 wurde er zum Bischof von Saint-Jérôme ernannt und am 20. Februar des nächsten Jahres in das Amt eingeführt. Am 3. Juli 2008 nahm Papst Benedikt XVI. sein altersbedingtes Rücktrittsgesuch an.